# Martinezidium maya
Martinezidium maya là một loài bọ cánh cứng trong họ Bọ hung (Scarabaeidae).